# Droniajewskij
Droniajewskij (ros. Дроняевский) – chutor w zachodniej Rosji, w sielsowiecie makarowskim rejonu kurczatowskiego w obwodzie kurskim.

## Geografia
Miejscowość położona jest 10 km od centrum administracyjnego sielsowietu makarowskiego (Makarowka), 6,5 km od centrum administracyjnego rejonu (Kurczatow), 37 km od Kurska.

## Demografia
W 2010 r. miejscowość zamieszkiwało 29 osób.